# Katie Snowden
Katie Snowden (née le 9 mars 1994) est une athlète britannique, spécialiste des courses de demi-fond.

## Biographie
Elle descend pour la première fois de sa carrière sous les 4 minutes sur 1 500 m en août 2023 en réalisant 3 min 56 s 72 en série des championnats du monde de Budapest.

## Palmarès
| Date | Compétition                    | Lieu     | Résultat | Épreuve | Temps         |
| ---- | ------------------------------ | -------- | -------- | ------- | ------------- |
| 2021 | Championnats d'Europe en salle | Toruń    | 6e       | 1 500 m | 4 min 21 s 81 |
| 2022 | Championnats d'Europe          | Munich   | 4e       | 1 500 m | 4 min 04 s 97 |
| 2023 | Championnats d'Europe en salle | Istanbul | 5e       | 1 500 m | 4 min 07 s 68 |
| 2023 | Championnats du monde          | Budapest | 8e       | 1 500 m | 3 min 59 s 65 |